# Peperomia chicamochana
Peperomia chicamochana är en pepparväxtart som beskrevs av Trel. & Yunck.. Peperomia chicamochana ingår i släktet peperomior, och familjen pepparväxter. Inga underarter finns listade i Catalogue of Life.